# П'єр Атчо
П'єр Гіслен Атчо (фр. Pierre Ghislain Atcho, нар. 10 жовтня 1992) — габонський футбольний арбітр. Арбітр ФІФА з 2018 року.

## Кар'єра
2019 року працював на юнацькому (U-17) Кубку Африки, а пізніше в листопаді того ж року на молодіжному (U-23) Кубку Африки. Згодом також працював на молодіжному (U20) Кубка Африки 2021 року, де він провів гру групового етапу та півфінал.
Також з 2021 року став судити матчі Лігу чемпіонів КАФ із сезону 2021 року. 2023 року судив Суперкубок КАФ між «Аль-Аглі» та «УСМ Алжир».
На початку 2023 року він відсудив три ігри на Чемпіонаті африканських націй, а також кілька ігор у відборі на Кубок африканських націй 2023 року. Влітку він грав на Кубку Африки U-23 2023, а наприкінці року був включений до списку арбітрів юнацького чемпіонат світу 2023 року, де, окрім двох ігор групового етапу, також відпрацював гру 1/8 фіналу між Іспанією та Японією.